# Agostinho José Sartori
Agostinho José Sartori, al secolo José Benito (in religione Agostinho) (Capinzal, 29 maggio 1929 – Pato Branco, 6 giugno 2012), è stato un vescovo cattolico brasiliano.

## Biografia
José Benito Sartori nacque il 29 maggio 1926 a Capinzal, nello stato di Santa Catarina.
Iniziò il percorso di studi religiosi nel 1939 entrando nel seminario di Botiatuba, dove studiò filosofia e teologia fino al 1952. Vestì l'abito dei frati cappuccini il 24 dicembre 1944, prendendo il nome di Agostinho ed emise i primi voti il giorno di Natale dell'anno successivo. Fece la professione di fede il 15 agosto 1951 e venne ordinato diacono il 29 marzo 1952 e presbitero il 15 agosto dello stesso anno dall'arcivescovo Manuel da Silveira d'Elboux.
Dopo l'ordinazione sacerdotale prestò servizio presso le parrocchie di Irati, Ponta Grossa e Curitiba fino al 1958 quando venne inviato a Roma per studiare presso la Pontificia Università Gregoriana, dove si laureò in diritto canonico nel 1961. Tornato in Brasile, fu nominato professore di filosofia, teologia e diritto canonico per il seminario Santa Maria e in seguito notaio del tribunale ecclesiastico dell'arcidiocesi di Curitiba. Fu infine nominato padre provinciale dei cappuccini della provincia degli stati di Paraná e Santa Catarina.
Il 16 febbraio 1970 papa Paolo VI lo nominò vescovo di Palmas. Ricevette l'ordinazione episcopale il 26 aprile seguente per imposizione delle mani del futuro cardinale Umberto Mozzoni nella chiesa di Nostra Signora della Mercede a Curitiba. Prese possesso della diocesi il 14 giugno successivo. Il 7 gennaio 1987 la diocesi di Palmas cambiò il nome in diocesi di Palmas-Francisco Beltrão per effetto del decreto della Congregazione per i vescovi Cum urbs.
Durante il suo ministero episcopale, si impegnò nella valorizzazione sociale degli ultimi, battendosi per i diritti dei contadini, la protezione dei popoli indigeni del Brasile e dei poveri, attualizzando le riforme del Concilio Vaticano II nel territorio del Paraná.
Resse la diocesi per 35 anni, ritirandosi per raggiunti limiti d'età il 24 agosto 2005. Morì a Pato Branco il 6 giugno 2012 all'età di 83 anni a causa della malattia di Alzheimer.

## Genealogia episcopale e successione apostolica
La genealogia episcopale è:
- Cardinale Scipione Rebiba
- Cardinale Giulio Antonio Santori
- Cardinale Girolamo Bernerio, O.P.
- Arcivescovo Galeazzo Sanvitale
- Cardinale Ludovico Ludovisi
- Cardinale Luigi Caetani
- Cardinale Ulderico Carpegna
- Cardinale Paluzzo Paluzzi Altieri degli Albertoni
- Papa Benedetto XIII
- Papa Benedetto XIV
- Papa Clemente XIII
- Cardinale Bernardino Giraud
- Cardinale Alessandro Mattei
- Cardinale Pietro Francesco Galleffi
- Cardinale Giacomo Filippo Fransoni
- Cardinale Carlo Sacconi
- Cardinale Edward Henry Howard
- Cardinale Casimiro Gennari
- Arcivescovo Pellegrino Francesco Stagni, O.S.M.
- Arcivescovo Henry Joseph O'Leary
- Cardinale James Charles McGuigan
- Cardinale Umberto Mozzoni
- Vescovo Agostinho José Sartori, O.F.M.Cap.

La successione apostolica è:
- Vescovo Luiz Vicente Bernetti, O.A.D. (1996)